# Sisters (película de 2015)
Sisters, es una película estrenada en el 2015 dirigida por Jason Moore y escrita por Paula Pell. Es protagonizada por Tina Fey, Amy Poehler, Maya Rudolph, John Leguizamo,  Ike Barinholtz, John Cena y James Brolin.

## Sinopsis
Deana y Bucky le piden a Maura Ellis, una enfermera trabajadora recientemente divorciada, que regrese a su casa en Orlando y limpie su habitación antes de que se venda la casa. Sus padres también le piden que se lo cuente a su hermana Kate, una estilista irresponsable cuya hija Haley vive en secreto con Maura. Maura llama a Kate, pero la convence de que vaya a Orlando, ya que Kate ha sido expulsada de su apartamento. Al llegar a la casa de sus padres, las hermanas descubren que la casa ya se vendió con todas las habitaciones vacías excepto su dormitorio. Los padres les informan que deben terminar de limpiar para el final del fin de semana. Kate convence a Maura para que organice una última fiesta en la casa. A la mañana siguiente, los nuevos propietarios les dicen a las hermanas que la casa debe estar en perfectas condiciones para venderla. Avanzando con sus planes de fiesta, Kate y Maura invitan a la mayoría de sus amigos de la escuela secundaria, excluyendo a la rival de Kate, Brinda. 
Mientras buscan decoraciones para la fiesta, tienen un encontronazo con Brinda, quien está molesta por no haber sido invitada. Maura invita a su estilista de uñas a la fiesta e intenta convencer a Kate para que solicite un trabajo en un salón de belleza. Kate convence al propietario para que pretenda contratarla. Durante la compra de vestidos de las hermanas, Haley llama a Kate para hablar con ella. Kate le entrega su teléfono a Maura, quien convence a Haley de que Kate ha cambiado para mejor, por lo que compra un boleto de avión a Orlando para sorprenderla. Kate obliga a Maura a pedirle a James, un chico con el que coquetearon antes, que venga a su fiesta y acepta a regañadientes permanecer sobrio. 
Los compañeros de secundaria de las hermanas llegan pero han madurado y no quieren una fiesta salvaje. Kate y Maura dan un discurso a sus invitados y le piden a su amigo Dave que invite a su traficante de drogas Pazuzu. Aparecen más de sus amigos y la fiesta se vuelve más animada. Brinda llega sin invitación y Kate la echa. James también llega, y él y Maura intentan mantener una conversación, pero siguen siendo interrumpidos. En busca de venganza, Brinda llama a la policía para denunciar el ruido, aunque Kate y Maura coquetean y hablan para salir del problema. A medida que la fiesta se sale de control, Haley llama a su madre para sorprenderla por estar en la ciudad pero, al enterarse de la fiesta, arremete contra Kate por su falta de responsabilidad. Kate comienza a beber porque Haley ya sospecha que está borracha. Después de que Brinda vuelve a colarse, ella y Kate resuelven su desagrado mutuo. Mientras tanto, Maura se escapa con James, pero ella cae a través del techo y James cae sobre su caja de música de bailarina, lo que lo lleva a irse.
Kate se entera de que sus padres han decidido darle una parte de las ganancias de la venta de la casa para permitirle intentar un nuevo comienzo. Ella trata de terminar la fiesta temprano a pesar de la reciente destrucción de la casa. Ella llama a la policía con una queja de ruido falso, pero el oficial que responde recuerda que Maura fue amable con su primo discapacitado hace años y se niega a cerrar la fiesta. Maura sale de su habitación y se horroriza al ver el desorden y a Kate borracha. Al mismo tiempo, Kate se entera de que Maura ha estado alojando a Haley y está indignada.
Mientras las hermanas pelean, llegan Haley, Deana y Bucky. La piscina del patio trasero de repente se convierte en un sumidero, Haley se cae y Kate salta al rescate. Después de expulsar a los invitados, los padres les dicen a Kate y Maura que deben poner sus vidas en orden.
A la mañana siguiente, Deana y Bucky rechazan la oferta de Maura de ayudar a pagar los daños, pero de mala gana permiten que Kate se quede dos semanas mientras ella y James comienzan las reparaciones de la casa. Maura y Kate se reconcilian, y Kate convence a Maura para que intente volver a conectarse con James. Los padres finalmente venden la casa reparada con Brinda como su agente de bienes raíces. Kate abre un salón de belleza en Orlando mientras que Maura y James comienzan a salir. La película cierra con la familia Ellis y James celebrando la Navidad en el nuevo hogar de los padres.

## Elenco
- Tina Fey como Kate Ellis.
- Amy Poehler como Maura Ellis.
- Ike Barinholtz[1] como James.
- Maya Rudolph[2] como Brinda Cliffert.
- John Leguizamo como Dave.
- James Brolin[3] como Bucky Ellis.
- Dianne Wiest como Deana Ellis.
- John Cena como Pazuzu.
- Bobby Moynihan como Alex.
- Greta Lee[4] como Hae Won.
- Madison Davenport[5] como Haley Ellis.
- Rachel Dratch como Kelly.
- Santino Fontana[6] como Sr. Geernt
- Britt Lower como Sra. Geernt
- Samantha Bee como Liz.
- Matt Oberg como Rob.
- Kate McKinnon como Sam.
- Jon Glaser como Dan.
- Renée Elise Goldsberry[7] como Kim.

## Producción
El 5 de junio, Ike Barinholtz se unió al elenco para ser el protagonista masculino principal. El 11 de junio, James Brolin fue agregado a la película para interpretar al padre de los personajes de Fey y Poehler. El 12 de junio, Greta Lee fue agregada al elenco para interpretar a Hae Won, una joven madre que recibe una invitación a la fiesta. El 13 de junio, Maya Rudolph se unió al elenco para interpretar a la amiga de la niñez de ambas hermanas. El 17 de junio, Madison Davenport se unió al elenco para interpretar a la hija de Kate, Haley, una artista talentosa. El 1 de julio, John Cena fue agregado al elenco. El 16 de julio, Renée Elise Goldsberry fue agregada al elenco para interpretar a Kim. El 3 de diciembre de 2014, Universal retituló la película de The Nest a Sisters.

### Filmación
El rodaje comenzó el 9 de junio de 2014 en White Plains, Nueva York y el director Moore publicó algunas fotos en Twitter.

## Nominaciones
| Premio                       | Categoría                 | Nominado | Resultado |
| ---------------------------- | ------------------------- | -------- | --------- |
| Critics' Choice Movie Awards | Mejor película de comedia | Sisters  | Nominado  |
| Critics' Choice Movie Awards | Mejor actriz de comedia   | Tina Fey | Nominada  |